# 定量遗传学
定量遗传学是一種專門研究會連續變化的表型（例如身高或质量）的學科。分类变量表型（例如眼睛的颜色）不在定量遺傳學的研究範圍內。由于定量遗传学所研究的表型的值呈连续分布狀態，所以如果要研究表型与基因型之間的關係，必須要引入效应值、平均值和方差等統計學概念。  :27–69